# Difusión de Bohm
Se conjetura que la difusión de plasma a través de un campo magnético sigue la escala de difusión de Bohm como se indica en los primeros experimentos de plasma de máquinas con mucha pérdida. Esto predijo que la velocidad de difusión era lineal con la temperatura e inversamente lineal con la fuerza del campo magnético de confinamiento. 
La tasa predicha por la difusión de Bohm es mucho más alta que la tasa predicha por la difusión clásica, que se desarrolla a partir de una caminata aleatoria dentro del plasma. El modelo clásico se escala inversamente con el cuadrado del campo magnético. Si el modelo clásico es correcto, pequeños aumentos en el campo conducen a tiempos de confinamiento mucho más largos. Si el modelo de Bohm es correcto, la fusión confinada magnéticamente no sería práctica. 
Las primeras máquinas de energía de fusión parecían comportarse de acuerdo con el modelo de Bohm, y en la década de 1960 hubo un estancamiento significativo dentro del campo. La introducción del tokamak en 1968 fue la primera evidencia de que el modelo Bohm no era válido para todas las máquinas. Bohm predice tasas demasiado rápidas para estas máquinas y clásicas demasiado lentas; El estudio de estas máquinas ha llevado al concepto de difusión neoclásica. 

## Descripción
La difusión de Bohm se caracteriza por un coeficiente de difusión igual a 
| Símbolo                        | Nombre                          | Unidad |
| ------------------------------ | ------------------------------- | ------ |
| {\displaystyle D_{\rm {Bohm}}} | Difusión de Bohm                | m2 / s |
| {\displaystyle k_{\rm {B}}}    | Constante de Boltzmann          | J / K  |
| {\displaystyle T}              | Temperatura del gas electrónico | K      |
| {\displaystyle e}              | Carga elemental                 | C      |
| {\displaystyle B}              | Intensidad del campo magnético  | T      |

## Historia
David Bohm, E. H. S Burhop y Harrie Massey lo observaron por primera vez en 1949 mientras estudiaban arcos magnéticos para su uso en la separación de isótopos. Desde entonces se ha observado que muchos otros plasmas siguen esta ley. Afortunadamente, hay excepciones donde la velocidad de difusión es más baja, de lo contrario no habría esperanza de lograr energía de fusión práctica. En el trabajo original de Bohm, señala que la fracción 1/16 no es exacta; en particular "el valor exacto de [el coeficiente de difusión] es incierto dentro de un factor de 2 o 3." Lyman Spitzer consideró esta fracción como un factor relacionado con la inestabilidad del plasma.

## Derivación aproximada
En general, la difusión se puede modelar como una caminata aleatoria de pasos de longitud {\displaystyle \delta } y tiempo {\displaystyle \tau } . Si la difusión es colisión, entonces {\displaystyle \delta } es el camino libre medio y {\displaystyle \tau } es el inverso de la frecuencia de colisión. El coeficiente de difusión D se puede expresar de varias maneras como 
{\displaystyle D={\frac {\delta ^{2}}{\tau }}=v^{2}\tau =\delta \,v,}
donde {\displaystyle v=\delta /\tau } es la velocidad entre colisiones. 
En un plasma magnetizado, la frecuencia de colisión suele ser pequeña en comparación con la girofrecuencia, de modo que el tamaño del paso es el giroradio. {\displaystyle \rho } y el tiempo de paso es el tiempo de colisión, {\displaystyle \tau }, que está relacionado con la frecuencia de colisión a través de {\displaystyle \tau =1/\nu }, llevando a {\displaystyle D=\rho ^{2}\nu } . Si la frecuencia de colisión es mayor que el gyrofrequency, a continuación, las partículas pueden ser consideradas para moverse libremente con el térmico velocidad v º entre colisiones, y el coeficiente de difusión toma la forma {\displaystyle D=v_{\rm {th}}^{2}/\nu } . Evidentemente, la difusión clásica (colisión) es máxima cuando la frecuencia de colisión es igual a la frecuencia de giro, en cuyo caso {\displaystyle D=\rho ^{2}\omega _{\rm {c}}=v_{\rm {th}}^{2}/\omega _{\rm {c}}} . Sustituyendo {\displaystyle \rho =v_{\rm {th}}/\omega _{\rm {c}},\;v_{\rm {th}}=(k_{\rm {B}}T/m)^{1/2}} y {\displaystyle \omega _{\rm {c}}=eB/m} (la frecuencia del ciclotrón), llegamos a 
{\displaystyle D=k_{\rm {B}}T/eB} ,
que es la escala de Bohm. Teniendo en cuenta la naturaleza aproximada de esta derivación, el 1/16 faltante en el frente no es motivo de preocupación. Por lo tanto, al menos dentro de un factor de unidad de orden, la difusión de Bohm es siempre mayor que la difusión clásica. 
En el régimen común de baja colisión, escalas de difusión clásicos con 1/B², en comparación con la dependencia 1/B de difusión Bohm. Esta distinción se usa a menudo para distinguir entre los dos. 

## Investigación
A la luz del cálculo anterior, es tentador pensar en la difusión de Bohm como difusión clásica con una tasa de colisión anómala que maximiza el transporte, pero la imagen física es diferente. La difusión anómala es el resultado de la turbulencia. Las regiones de mayor o menor potencial eléctrico producen remolinos porque el plasma se mueve a su alrededor con una velocidad de deriva E-cross-B igual a E/B. Estos remolinos juegan un papel similar a las órbitas giroscópicas en la difusión clásica, excepto que la física de la turbulencia puede ser tal que el tiempo de descorrelación sea aproximadamente igual al tiempo de rotación, lo que resulta en una escala de Bohm. Otra forma de verlo es que el campo eléctrico turbulento es aproximadamente igual a la perturbación potencial dividido por la longitud de la escala {\displaystyle \delta }, y se puede esperar que la perturbación potencial sea una fracción considerable de kB T/e. La constante turbulenta difusión {\displaystyle D=v\delta } es entonces independiente de la longitud de la escala y es aproximadamente igual al valor de Bohm. 
La comprensión teórica de la difusión de plasma, especialmente la difusión de Bohm, se mantuvo esquiva hasta la década de 1970, cuando Taylor y McNamara presentaron un modelo de plasma de centro de guía 2D. Los conceptos de estado de temperatura negativa, y de las células convectivas contribuyeron mucho a la comprensión de la difusión. La física subyacente puede explicarse de la siguiente manera. El proceso puede ser un transporte impulsado por las fluctuaciones térmicas, que corresponden a los campos eléctricos aleatorios más bajos posibles. El espectro de baja frecuencia causará la deriva E × B. Debido a la naturaleza de largo alcance de la interacción de Coulomb, el tiempo de coherencia de la onda es lo suficientemente largo como para permitir la transmisión virtualmente libre de partículas a través de las líneas de campo. Por lo tanto, el transporte sería el único mecanismo para limitar el recorrido de su propio curso y dar como resultado una autocorrección al apagar el transporte coherente a través de la amortiguación difusiva. Para cuantificar estas afirmaciones, podemos escribir el tiempo de amortiguación difusiva como 
{\displaystyle \tau _{D}={\frac {1}{k_{\perp }^{2}D}},}
donde k ⊥ es el número de onda perpendicular al campo magnético. Por lo tanto, el tamaño del paso es {\displaystyle c\delta E\tau _{D}/B}, y el coeficiente de difusión es 
{\displaystyle D=\left\langle {\frac {\Delta x^{2}}{\tau _{D}}}\right\rangle \sim {\frac {c^{2}\delta E^{2}}{B^{2}k_{\perp }^{2}\,D}}\sim {\frac {c\delta E}{Bk_{\perp }}}} .
Claramente produce para la difusión una ley de escala de B−1 para el plasma bidimensional. La fluctuación térmica es típicamente una pequeña porción de la energía térmica de la partícula. Se reduce por el parámetro de plasma
{\displaystyle \epsilon _{\rm {p}}=(n_{0}\lambda _{\rm {D}}^{3})^{-1}\ll 1} ,
y es dado por 
{\displaystyle |\delta E|^{2}\approx \epsilon _{\rm {p}}n_{0}k_{\rm {B}}T/\pi ^{1/2}\approx 4\pi ^{1/2}n_{0}q^{2}\lambda _{\rm {D}}^{-1}} ,
donde n 0 es la densidad plasmática, λ D es la longitud de Debye y T es la temperatura plasmática. Tomando {\displaystyle k_{\perp }^{-1}\approx \lambda _{\rm {D}}} y sustituyendo el campo eléctrico por la energía térmica, tendríamos 
{\displaystyle D\approx {\frac {2cq\pi ^{1/4}}{B}}(\lambda _{\rm {D}}n_{0})^{1/2}\approx \epsilon _{\rm {p}}^{1/2}{\frac {ck_{\rm {B}}T}{qB}}/2\pi ^{3/4}} .
El modelo de plasma 2D deja de ser válido cuando la decoherencia paralela es significativa. Un mecanismo de difusión de Hsu propuesto en 2013 por Hsu, Wu, Agarwal y Ryu. predice una ley de escala de B −3/2. 
En 2015, se informa una nueva explicación exacta para el experimento original de Bohm, en el que la difusión de campo cruzado medida en el experimento de Bohm y el experimento de Simon se explicaron por la combinación del desplazamiento giroscópico de iones y el cortocircuito efecto. El desplazamiento giroscópico de iones ocurre cuando un ion choca con un neutro para intercambiar el impulso; un ejemplo típico es la reacción de intercambio de carga de iones neutros. Los cambios direccionales únicos de los giroscopios tienen lugar cuando los iones están en el movimiento de deriva perpendicular (al campo magnético), como la deriva diamagnética. El desplazamiento del centro del giroscopio de electrones es relativamente pequeño, ya que el radio del giroscopio de electrones es mucho más pequeño que el de los iones, por lo que puede descartarse. Una vez que los iones se mueven a través del campo magnético mediante el desplazamiento del centro giroscópico, este movimiento genera un desequilibrio eléctrico espontáneo entre dentro y fuera del plasma. Sin embargo, este desequilibrio eléctrico es compensado de inmediato por el flujo de electrones a través del camino paralelo y la pared del extremo conductor, cuando el plasma está contenido en la estructura cilíndrica como en los experimentos de Bohm y Simon. Simon reconoció este flujo de electrones y lo nombró como efecto de "cortocircuito" en 1955. Con la ayuda del efecto de cortocircuito, el flujo de iones inducido por la deriva diamagnética ahora se convierte en un flujo de plasma completo que es proporcional al gradiente de densidad, ya que la deriva diamagnética incluye gradiente de presión.  
La deriva diamagnética se puede describir como {\displaystyle (k_{\rm {B}}T/eB)({\boldsymbol {\nabla }}n/n)}, (aquí n es densidad) para una temperatura aproximadamente constante sobre la región de difusión. Cuando el flujo de partículas es proporcional a {\displaystyle (k_{\rm {B}}T/eB)({\boldsymbol {\nabla }}n/n)}, la otra parte que {\displaystyle {\boldsymbol {\nabla }}n/n} es el coeficiente de difusión.  
Entonces, naturalmente, la difusión es proporcional a {\displaystyle k_{\rm {B}}T/eB}. El otro coeficiente frontal de esta difusión es una función de la relación entre la velocidad de reacción de intercambio de carga y la frecuencia giroscópica. Un análisis cuidadoso indica que este coeficiente frontal para el experimento de Bohm estaba en el rango de 1/13 ~ 1/40. El análisis de desplazamiento del centro giroscópico también informó el coeficiente de difusión inducido por turbulencia que es responsable de la difusión anómala en muchos dispositivos de fusión; descrito como {\displaystyle (2/\pi )(k_{\rm {B}}T/eB)(\delta n/n)}. Esto significa que dos mecanismos de difusión diferentes (la difusión de descarga de arco, como el experimento de Bohm y la difusión inducida por la turbulencia, como en el tokamak) se han denominado con el mismo nombre de "difusión de Bohm".